# Carlo Pepoli

Stemma Pepoli

Il conte Carlo Pepoli (Bologna, 22 luglio 1796 – Bologna, 7 dicembre 1881) è stato un poeta, politico e librettista italiano.

## Biografia

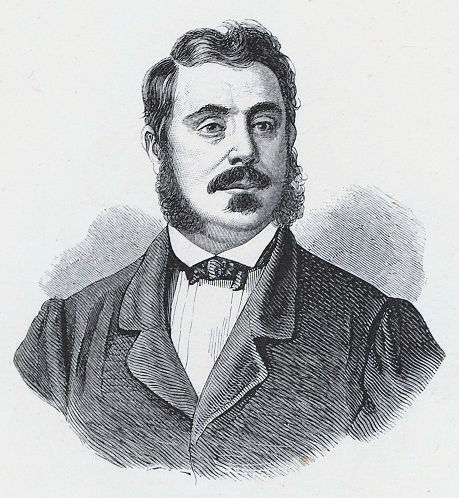
Ritratto di Carlo Pepoli del 1861

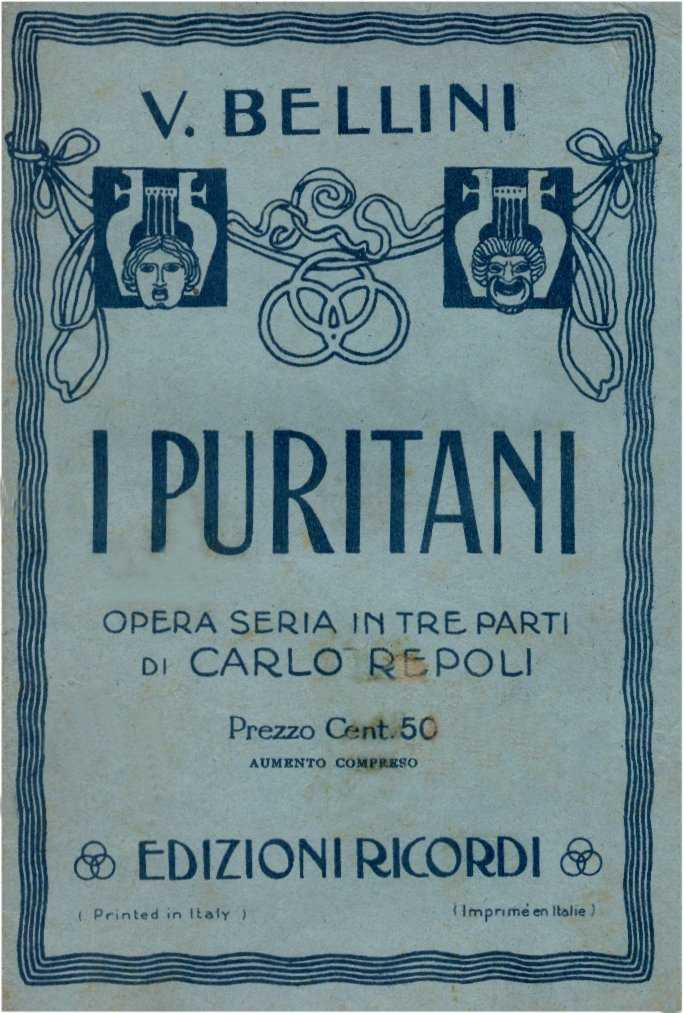
Libretto de I puritani

Di sentimenti patriottici, fu implicato nei moti mazziniani del 1830-31 nella Romagna che lo costrinsero ad emigrare per numerosi anni a Parigi, ove entrò nella Legione straniera francese con il grado di tenente, prestò servizio a Orano in Algeria nel 1º Reggimento straniero sotto gli ordini del colonnello Raffaele Poerio combattendo contro gli arabi e poi esule a Parigi, dove scrisse il libretto de I puritani per Vincenzo Bellini, che ne musicò anche i sonetti La ricordanza, La speranza, Amore e Malinconia, nonché l'ode saffica Alla luna. Collaborò all'Exilé, giornale dei fuoriusciti italiani stampato a Parigi dal 1832 al 1834.
Anche Gioachino Rossini ne musicò alcune liriche nelle sue Soirées musicales.
Introdusse nell'Accademia dei Felsinei, di cui era vicepresidente, il caro amico Giacomo Leopardi, che gli dedicò l'epistola in versi endecasillabi Al Conte Carlo Pepoli, oggi conservata presso il Museo dei Manoscritti Leopardiani di Visso (provincia di Macerata).
Fu sindaco di Bologna dall'11 gennaio 1862 al 7 maggio 1866, nonché Deputato di Finale Emilia e Mirandola dall'aprile 1860, fu nominato senatore del Regno nel 1862 fino alla morte. Dal 1860 insegnò filosofia e lettere all'Università di Bologna. Fu segretario dell'Accademia di belle arti di Bologna.
Massone, fece parte della Loggia "Concordia Umanitaria" di Bologna tra il 1860 e il 1864, quando essa si fuse con la Loggia "Severa", dando vita alla Loggia "Galvani"..
Nel 1863 donò alla Biblioteca comunale dell'Archiginnasio una raccolta di disegni concernenti l'architettura bolognese e noto come "Cartella Giordani".
Carlo Pepoli viene a volte confuso con il cugino Achille, marito del contralto Marietta Alboni.
È sepolto nel cimitero monumentale della Certosa di Bologna, Sala del Colombario, pozzetto 587.
Al librettista e patriota Carlo Pepoli è dedicato un tratto dei Viali a Bologna.

## Esilio, amnistia, poesia
Con l'elezione al soglio pontificio nel 1846 di papa Giovanni Mastai Ferretti, Carlo Pepoli aveva beneficiato, insieme ad altri protagonisti del liberalismo felsineo quali Pietro Pietramellara e Livio Zambeccari, di un'amnistia che poteva trarre in inganno ovvero essere fraintesa «come un  effettivo accostamento alle politiche liberali» del nuovo papa. In realtà Pio IX, che «si apprestava ad iniziare il pontificato più lungo della storia», e che era stato individuato dalla corrente cattolica moderata nella prospettiva di una soluzione neoguelfa alla guerra contro l'Austria, che avrebbe potuto prendere le mosse proprio da Bologna, «quale seconda capitale dello Stato Pontificio», semplicemente illudeva la popolazione nazionalista cercandovi nient'altro che un'alleanza tattica.  Tra l'altro la famiglia Pepoli, guelfa, era stata componente storica della classe dirigente della città, documentata dal secolo XI. Dopo l'amnistia, Carlo Pepoli riprese la sua attività politica e artistica.
Ci resta una emblematica testimonianza di Vincenzo Bellini che giudicò, nonostante la collaborazione, le strofe compassate e letterarie del conte Carlo Pepoli «secche di figure e sentimenti» che «non dipingevano le passioni dal vivo».